# Niceta Plaja Xifra de San Prudencia
Niceta Plaja Xitra de San Prudencia (ur. 31 października 1863 w Torrent, zm. 24 listopada 1936 w Paternie) – hiszpańska zakonnica ze Zgromadzenia Karmelitanek Miłosierdzia, męczennica i błogosławiona Kościoła katolickiego.

## Życiorys
Niceta Plaja Xitra urodziła się 31 października 1863 roku. Wstąpiła do nowicjatu w Vic. Została wysłana do Palafrugell, a następnie do Domu Miłosierdzia w Walencji. Zmarła w czasie prześladowań. Beatyfikowana przez papieża Jana Pawła II w grupie 233 męczenników 11 marca 2001 roku.